# ラッセル第4彗星
ラッセル第4彗星（英語: 94P/Russell）は、太陽系の周期彗星である。ティスラン・パラメータが3より大きい点でエンケ彗星と同様であるためETC(Encke-type Comet)に分類される。1984年3月7日にM. Hawkinsが撮影した写真乾板上でKenneth S. Russellが発見した。この写真から、Russellは見かけの等級が13等、尾の長さは5分角と推測した。近日点通過は、発見日前の1984年1月5日だった。
遠日点距離は現在4.79 auであり、木星の軌道の内側に完全に収まっている。
1995年7月、ラッセル第4彗星の半径は約2.6kmで絶対等級は15.1と推定された。この彗星の核を楕円体と仮定したとき、長軸と短軸の長さの比は3であり比較的細長い形である。